# کارگاه گلوردی
کارگاه گلوردی مربوط به دوره قاجار است و در یزد، خیابان سید گلسرخ، محله شیخداد، کوچه شهید ناصرحاتمی واقع شده و این اثر در تاریخ ۱۰ شهریور ۱۳۸۷ با شمارهٔ ثبت ۲۳۱۴۸ به‌عنوان یکی از آثار ملی ایران به ثبت رسیده است.